# 693 a.C.
Il 693 a.C. (DCXCIII a.C. in numeri romani) è un anno  del VII secolo a.C.

## Eventi
- L'eruzione dell'Etna del 693 a.C.